# تویوتومی هیده‌یاسو
تویوتومی هیده‌یاسو (به ژاپنی: 豊臣秀保)

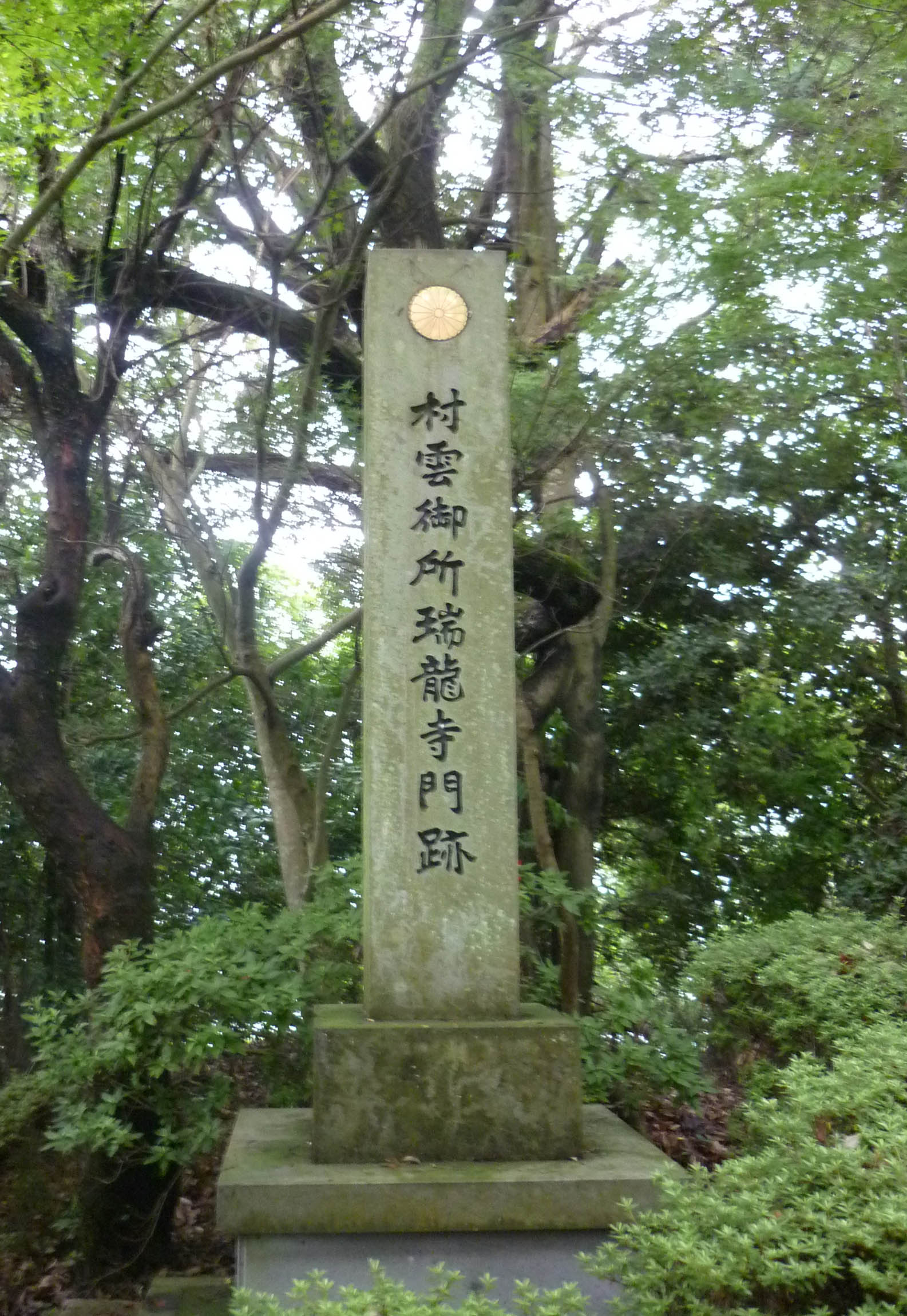
مقبره نیشونی مادر هیده‌یاسو

(۲۴ مه ۱۵۹۵– ۱۵۷۹)، پسر نیشونی (خواهر تویوتومی هیده‌یوشی) و میوشی یوشیفوسا بود. وی دو برادر به نام‌های تویوتومی هیده‌تسوگو و تویوتومی هیده‌کاتسو داشت که به فرزند خواندگی هیده‌یوشی درآمدند. هیده‌یاسو در سن ۱۷ سالگی چند ماه قبل از هاراکیری برادر بزرگش هیده‌تسوگو درگذشت. همسر اصلی هیده‌یاسو اومیا نام داشت و دختر عموی وی تویوتومی هیده‌ناگا بود. هیده‌یاسو فرزندی نداشت.